# John Gilmore
John Gilmore - (Summit, Mississippi, 28 de Setembro de 1931 - Filadélfia, Pensilvânia, 19 ou 20 de Agosto de 1995) foi um saxofonista tenor de jazz conhecido por seu longo tempo na Sun Ra Arkestra. Além de seu instrumento primário o saxofone tenor, Gilmore ocasionalmente tocou clarinete baixo e percussão.